# پاین لیکس ادیشن (داکوتای جنوبی)
پاین لیکس ادیشن (به انگلیسی: Pine Lakes Addition) یک منطقهٔ مسکونی در ایالات متحده آمریکا است که در شهرستان مینه‌هاها، داکوتای جنوبی واقع شده‌است. پاین لیکس ادیشن ۳۱۴ نفر جمعیت دارد و ۴۲۸٫۸۶ متر بالاتر از سطح دریا واقع شده‌است.